# Ceratitis epixantha
Ceratitis epixantha är en tvåvingeart som först beskrevs av Erich Martin Hering 1941.  Ceratitis epixantha ingår i släktet Ceratitis och familjen borrflugor.
Artens utbredningsområde är Tanzania. Inga underarter finns listade i Catalogue of Life.